# Episodi di Tremors - La serie
La prima e unica stagione della serie televisiva Tremors, composta da 13 episodi, è andata in onda negli Stati Uniti sul canale Sci-Fi Channel dal 28 marzo 2003 all'8 agosto 2003.
Gli episodi sono elencati nell'ordine in cui sono stati trasmessi. Sci Fi Channel non gradì l'episodio Shriek and Destroy (Strategia di guerra) e trasmise al suo posto l'episodio Ghost Dance (La danza del fantasma). Come si può vedere dall'elenco sottostante, anche altri episodi vennero trasmessi fuori dall'ordine originale.
| nº | Ordine previsto | Titolo originale                | Titolo in italiano       | Prima TV USA   | Prima TV Italia |
| -- | --------------- | ------------------------------- | ------------------------ | -------------- | --------------- |
| 1  | 1               | Feeling Frenzy                  | Fame assassina           | 28 Marzo 2003  |                 |
| 2  | 6               | Ghost Dance                     | La danza del fantasma    | 28 Marzo 2003  |                 |
| 3  | 7               | Night of the Shriekers          | La notte degli Shriekers | 4 Aprile 2003  |                 |
| 4  | 3               | Blast from the Past             | Arrivato dal passato     | 11 Aprile 2003 |                 |
| 5  | 9               | Flora or Fauna                  | Radici dall'inferno      | 18 Aprile 2003 |                 |
| 6  | 4               | Hit and Run                     | Una scommessa mortale    | 25 Aprile 2003 |                 |
| 7  | 8               | A Little Paranoia Among Friends | C'è qualcuno lassù?      | 11 Aprile 2003 |                 |
| 8  | 5               | Project 4-12                    | La macchina da Guerra    | 27 Giugno 2003 |                 |
| 9  | 10              | Graboid Rights                  | I diritti del Graboid    | 1º Luglio 2003 |                 |
| 10 | 12              | The Sounds of Silence           | Suoni dal profondo       | 18 Luglio 2003 |                 |
| 11 | 13              | The Key                         | La chiave                | 25 Luglio 2003 |                 |
| 12 | 11              | Water Hazard                    | Pericolo nell'acqua      | 1º Agosto 2003 |                 |
| 13 | 2               | Shriek and Destroy              | Strategia di guerra      | 8 Agosto 2003  |                 |

## Fame assassina
- Titolo originale: Feeding Frenzy
- Diretto da: Bradford May
- Scritto da: S. S. Wilson, Brent Maddock e Nancy Roberts

### Trama
Tyler Reed, il nuovo proprietario del Desert Jack's Graboid Adventure, arriva a Perfection e deve aiutare Burt Gummer a determinare perché El Blanco sta mangiando molto più di quanto dovrebbe. Nel frattempo, Melvin Plug sta cercando ancora una volta di acquistare Perfection, questa volta per costruire un centro commerciale chiamato "Melville". Twitchell costringe quasi Burt a uccidere El Blanco, ma Burt nota una strana luce scintillante e spara a quella, distruggendo il dispositivo che sta facendo impazzire El Blanco per la fame. Il delinquente che Melvin ha assunto per fare questo chiede il pagamento dopo essere sfuggito a malapena a Burt e convoca El Blanco quando Melvin rifiuta, ma viene mangiato da El Blanco prima che possa fare qualsiasi altra cosa. Melvin viene scoperto da Burt, che lo rimprovera, nonostante Melvin sostenga la sua innocenza. Tornati in città, tutti accettano Tyler come parte della famiglia Perfection.

## La danza del fantasma
- Titolo originale: Ghost Dance
- Diretto da: Whitney Ransick
- Scritto da: S. S. Wilson e Brent Maddock

### Trama
Rosalita incontra una nuvola verde in una miniera d'argento abbandonata. Dopo che i minatori sono stati trovati gravemente disidratati, Burt, Twitchell e Tyler indagano nella miniera per scoprire il gas. Fuggendo dalla nuvola usando una bottiglia d'acqua come esca, tutti si riorganizzano e Cletus, uno scienziato che ha lavorato in un laboratorio vicino, deduce che si tratta di un batterio idrofilo che era un progetto del laboratorio. Dopo essere stato chiuso con assi di legno, è entrato in contatto con il Mixmaster, un composto chimico che mescola i DNA di specie diverse originariamente utilizzato per creare armi viventi per il governo. Sapendo che verrà attirato in città per l'umidità, decidono di intrappolarlo in uno speciale contenitore usando un aspirapolvere improvvisato costruito da Tyler e Cletus perché la Guardia Nazionale è stata inviata per evacuare tutti i cittadini prima che si verifichi un attacco chirurgico speciale da un bombardamento al napalm. La creatura è invulnerabile ai veleni batterici e può essere distrutta solo dal calore intenso. Jodi e Rosalita li fermano evocando El Blanco e usandolo per bloccare la strada. Grazie a una distrazione di Nancy e Cletus, gli uomini finiscono il dispositivo e Tyler risucchia la creatura. Quindi fanno in modo che Twitchell lo spedisca via per un'adeguata conservazione governativa. Tuttavia, Cletus porta cattive notizie; la nuvola ha diffuso il Mixmaster mentre attraversava l'area. Presto, la fauna selvatica e la vita vegetale muteranno in nuove creature.

## La notte degli Shriekers
- Titolo originale: Night of the Shriekers
- Diretto da: P. J. Pesce
- Scritto da: John Schulian, Brent Maddock e SS Wilson

### Trama
Un team governativo a Perfection sta addestrando gli shrieker per le missioni di salvataggio. Ma una tempesta manda in cortocircuito i dispositivi che li controllano e gli shrieker si scatenano, uccidendo la maggior parte del team. I tre shrieker si moltiplicano e ogni shrieker originale guida il proprio gruppo. Gli abitanti di Perfection si preparano a dare la caccia agli shrieker prima che possano moltiplicarsi o lasciare la valle, ma vengono contrastati dalla dottoressa Megan Flint, la scienziata capo del progetto, che desidera invece catturarli di nuovo. Sapendo che non è così, la gente del posto attira le creature in una trappola a casa di Burt e inizia a ucciderle. Ma dopo lo sterminio del primo gruppo e l'imminente distruzione del secondo, Megan distrugge le munizioni di Burt per fermarli. Ciò costringe Nancy, Twitchell e Jodi a fuggire nella stanza di sicurezza, ma finiscono bloccati lì grazie a una scheggia di proiettile incastrato nella cerniera. Megan fugge verso il suo camion e cerca di convincere uno degli shrieker a salirci; tuttavia, il suo collare di controllo è staccato, uccidendo lei e l'autista. L'ultimo gruppo cerca di intrufolarsi nel tunnel di fuga di Burt dopo aver tentato di scavare nel bunker. Nancy lancia una bomba nel tunnel, uccidendo l'ultimo degli shrieker.

## Arrivato dal passato
- Titolo originale: Blast from the Past
- Diretto da: Michael Shapiro
- Scritto da: Babs Greyhosky

### Trama
Le cose cominciano ad andare male quando Tyler trova un piede vicino al ciglio della strada e un deltaplano. Più tardi, Burt e Tyler scoprono un camioncino delle consegne e i resti dell'uomo che avrebbe dovuto consegnare la nuova fornace di Nancy . Con questi attacchi, Burt deduce che un ass-blaster è in libertà. Tuttavia, prima che lui e Tyler possano mettersi al lavoro e uccidere la cosa, arrivano due persone da Las Vegas. Si rivelano essere dei mercenari di Sigmund e Ray, i maghi a cui Nancy ha venduto l'ass-blaster in Tremors 3 - Ritorno a Perfection, per recuperare il loro ass-blaster, Messerschmitt, dopo che i bracconieri non sono riusciti a rapirlo. Tuttavia, rovinano gravemente il loro primo tentativo di catturare l'ass-blaster e uno dei mercenari quasi muore. Rendendosi conto che ora è troppo intelligente per essere ingannato da una trappola a terra, Burt decide di usare un deltaplano per lanciare uno spuntino per Messerschmitt. Alla fine hanno successo e legano Messerschmitt. Burt lo consegna ai dipendenti di Sigmund e Ray per riportarlo a Las Vegas.

## Radici dall'inferno
- Titolo originale: Flora or Fauna
- Diretto da: Chuck Bowman
- Scritto da: Brent Maddock e S. S. Wilson

### Trama
Un turista troppo impaziente di nome Larry Norvel vuole vedere El Blanco (arrivando persino ad affittare un intero viaggio per sé), ma viene accolto con delusione. Nel frattempo, gli abitanti di Perfection scoprono uno strano ibrido pianta-animale creato dal Mixmaster, così come una squadra governativa inviata per studiare gli effetti del Mixmaster sulla valle. Tuttavia, alcuni membri della squadra vengono uccisi dal potentissimo "acido gastrico" dell'ibrido, lasciandosi dietro i loro scheletri. La pianta Mixmaster viene infine uccisa da Tyler usando del veleno appena prima che possa spargere i semi, ma un seme sopravvive nell'auto di Larry. Tuttavia, quando cade a terra, viene schiacciato sotto i piedi da Burt, distruggendo la pianta mutante per sempre.

## Una scommessa mortale
- Titolo originale: Hit and Run
- Diretto da: P. J. Pesce
- Scritto da: Christopher Silber

### Trama
Un gangster di Las Vegas porta il suo amico incredulo, Frank, a Perfection per vedere El Blanco di persona. Tuttavia, questo gli si ritorce contro quando esagera nel tentativo di far uscire El Blanco e finisce per essere mangiato vivo. A peggiorare le cose, aveva la chiave di una cassaforte di una banca che la sua mafia stava progettando di rapinare. Frank giura vendetta su El Blanco e di recuperare la chiave dopo aver chiamato rinforzi da un sinistro membro della mafia. Tuttavia, le cose si ritorcono contro ancora una volta per il terzo gangster quando El Blanco accidentalmente lancia un arpione attraverso di lui a causa dell'interferenza di Burt. Frank giura di recuperare la chiave e tenta di nuovo di uccidere El Blanco, ma viene allontanato da Burt. Tuttavia, Frank è bloccato a una corda che El Blanco ha ingoiato e viene trascinato via come punizione. Burt e Tyler, però, in seguito trovano le prove che è scappato.

## C'è qualcuno lassù?
- Titolo originale: A Little Paranoia Among Friends
- Diretto da: Michael Grossman
- Scritto da: Babs Greyhosky

### Trama
Negli ultimi sei mesi, la gente di Toluca, nel New Mexico, guidata dalla personalità radiofonica Cecil Car, ha creduto che gli alieni fossero responsabili di alcune sparizioni. Tuttavia, in realtà si tratta di un graboid che mangia le persone. Sapendo meglio della gente del paese, Twitchell invia Burt e Tyler a indagare. Tuttavia, la gente del paese pensa che ci sia una cospirazione in corso e Burt è stato inviato come spia del governo per coprirla. La gente del paese disattiva persino i sismografi che Burt installa per tracciare il graboid, credendo che siano dispositivi governativi per respingere gli alieni. Alla fine, Tyler inventa una storia secondo cui il graboid è un alieno e alla fine lo uccide con l'M82A2 di Burt. La gente del paese li accetta come eroi pur credendo ancora che Burt sia un agente del governo.

## La macchina da Guerra
- Titolo originale: Project 4-12
- Diretto da: Chuck Bowman
- Scritto da: John Schulian

### Trama
Tyler racconta a Larry come gli abitanti di Perfection hanno conosciuto Cletus Poffenberger. Quando il Progetto 4-12 scappa e si scatena nella valle, Cletus, Burt e Tyler danno la caccia alla bestia. Nel frattempo, Cletus rivela che 4-12 era una creatura che aveva creato usando il Mixmaster e che i suoi violenti scoppi d'ira erano dovuti alla mancanza di una certa sostanza chimica che non riusciva più a trovare a causa della natura violenta degli animali di cui era fatto. Dopo una lunga caccia, Burt è costretto a uccidere 4-12 con un lanciafiamme fatto in casa, con grande tristezza di Cletus. A 4-12 viene data una degna sepoltura dagli abitanti del paese, nella speranza di rallegrare un po' Cletus, permettendogli di unirsi alla popolazione della città.

## I diritti del Graboid
- Titolo originale: Graboid Rights
- Diretto da: P. J. Pesce
- Scritto da: Christopher Silber

### Trama
Alcuni attivisti per i diritti degli animali (tra cui la figlia di Nancy, Mindy, che ha abbandonato il college) arrivano a Perfection per costringere la gente del paese ad andarsene, pensando che stiano danneggiando El Blanco con la loro presenza. Nel frattempo, El Blanco inizia a impazzire per qualche motivo sconosciuto, andando anche in territori che normalmente evita. Alla fine si scopre che uno degli attivisti stava avvelenando El Blanco per provare la sua storia al capo degli attivisti, ma El Blanco ingoia accidentalmente una dose fatale quando mangia il lacchè che aveva lasciato il veleno fuori e si arena in città per morire. Burt e il dottore riescono a creare un antidoto ed El Blanco viene salvato da Mindy, che glielo getta in bocca con le sue abilità nel softball. Con El Blanco salvato, gli attivisti lasciano la città e Mindy viene riportata al college dopo aver scaricato il leader degli attivisti, che Twitchell ha arrestato per tutti gli atti di vandalismo e sabotaggio che aveva commesso.

## Suoni dal profondo
- Titolo originale: The Sounds of Silence
- Diretto da: Michele Shapiro
- Scritto da: Babs Greyhosky

### Trama
Il Mixmaster ha creato uno sciame mortale di insetti mutanti che infestano la valle e uccidono una mandria di cavalli e due operai edili. A peggiorare le cose, El Blanco viene sia allontanato che tenuto lontano dal suono acuto che lo sciame di insetti emette per disorientare la preda prima di divorarla. Essendo particolarmente sensibile ai suoni ad alta frequenza, El Blanco si dirige verso la base delle montagne per sopravvivere. Nel frattempo, poiché Burt è fuori città, Tyler deve lavorare con la dottoressa Donna Debevic, una donna che sembra avere molto in comune con il survivalista, anche se afferma che di persona non si sopporterebbero. Inoltre, Larry è tornato, apparentemente per restare. Lavorando insieme, i tre intrappolano gli insetti nel catrame stradale usando richiami di accoppiamento per termiti e li uccidono incendiandoli con la benzina. Come suddetto fastidio, la gente del paese deve sopportare Larry, che ha deciso di trasferirsi a Perfection perché si adatta ai suoi gusti in fatto di stranezze. Dopo che Larry aiuta a uccidere gli insetti, Nancy gli permette di rimanere nella vecchia stanza di Mindy per un po', ma progetta di cacciarlo fuori quando non riuscirà a trovare e/o costruire una casa tutta sua.

## La chiave
- Titolo originale: The Key
- Diretto da: P.J. Pesce
- Scritto da: John Schulian, Christopher Silber e Brent Maddock

### Trama
Frank il gangster torna a Perfection per continuare la sua ricerca per uccidere El Blanco e recuperare la chiave che ha ingoiato, insieme a Delores, la vecchia moglie di Max (e ora la sua ragazza) e un inventore che Delores sta ingannando per aiutarli con un'arma sonica per stordire El Blanco. Nel frattempo, Larry incontra una strana creatura in un granaio e la chiama "Invisibat" poiché esiste, ma non può essere vista. Nella battaglia finale, Delores viene portata a El Blanco da Larry e dall'Invisbat e viene mangiata viva, mentre Frank scappa. Viene preso da un gangster e portato a Chicago per essere ucciso per la sua incompetenza nel fallire una semplice missione. Nel frattempo, Larry trova la chiave nello sterco di graboid e la mette in una collezione di reperti di metal detector, ignaro del suo vero valore.

## Pericolo nell'acqua
- Titolo originale: Water Hazard
- Diretto da: Chuck Bowman
- Scritto da: Nancy Roberts

### Trama
Melvin ha aperto un campo da golf vicino a Bixby chiamato Oasis, ma le sue lagune sono piene di acqua rubata dalla falda freatica di Perfection Valley e sono contaminate dal Mixmaster, che crea un gigantesco gambero di salamoia di tipo preistorico che uccide tre persone. Tyler e Rosalita vengono coinvolti quando, in disperato bisogno di soldi, Rosalita accetta un lavoro al campo da golf e Tyler, nella stessa situazione, fa lo stesso, indagando sulla creatura. Tyler viene incolpato della morte di due ufficiali e trascorre la notte in prigione a causa dell'ignoranza del fatto che i mostri esistono. Lì, incontra l'autista che ha rubato l'acqua, che gli rivela dove l'ha presa. Alla fine, Burt convince lo sceriffo, un suo vecchio amico, a lasciare andare Tyler, ma è furioso che Tyler abbia cercato di occuparsi della situazione senza di lui. Tyler finisce per doverci fare i conti da solo mentre Burt è via e prepara una trappola con l'aiuto di Rosalita e Twitchell nel fiume e uccide il gambero mostruoso con ghiaccio secco poiché non possono permettersi di lasciarlo entrare nel resto dell'acqua di Bixby e contaminarla. Twitchell aiuta persino guidando la sua auto nel fiume per creare una barriera contro i gamberi. In seguito, Rosalita urla a Tyler e Burt, ricordando loro che sono soci e non si sono comportati come tali. I due uomini fanno pace e Burt, che ha guadagnato un sacco di soldi da una conferenza che ha appena tenuto, rifiuta metà della ricompensa, dicendo che Tyler se l'è guadagnata. I due poi ricordano a Rosalita che solo loro tre conoscono la verità sulla provenienza dell'acqua contaminata del Mixmaster di Melvin e che sarebbe disperato nel volerla nascondere. Rosalita usa questo per ricattare Melvin per migliaia di dollari alla fine.

## Strategia di guerra
- Titolo originale: Shriek and Destroy
- Diretto da: Jack Sholder
- Scritto da: Brent Maddock e S. S. Wilson

### Trama
Burt e Tyler vengono incaricati (e contrattati) da Twitchell di andare a Juniper, in Arizona, e sradicare una mandria di shrieker che è apparsa. Ma quando il Fish and Wildlife Service invia il suo agente principale, l'agente licenzia Burt e Tyler dal loro lavoro e si dirige a eliminare gli shrieker rimasti. Dopo averne uccisi cinque con successo, l'agente porta l'unico shrieker sopravvissuto a un mulino per cereali per sorvegliarlo fino all'arrivo di un trasporto armato per portarlo a studiare. Al festival del Pioneer Day della città, l'agente informa Twitchell del suo successo, ma Burt e Tyler si infuriano quando scoprono cosa ha fatto. Dopo aver rimproverato l'agente, Burt si dirige al mulino, dove l'agente viene mangiato dall'attuale esercito di shrieker prima di scappare in un grande tubo. Burt capisce che porta alla fiera, ma lui e Tyler finiscono i proiettili. Ciò li spinge a dirigersi verso la casa in città che ha una "famosa" collezione di armi, ma si scopre che si tratta di moschetti della Guerra Civile. Quando si presenta la squadra di baseball locale, Burt li organizza in un plotone di esecuzione che uccide con successo tutti gli shrieker. Burt torna a Perfection, dove Nancy chiama la registrazione della loro avventura "Shriek and Destroy" e Tyler viene messo alle strette da Jodi e Rosalita per essere stato distratto dalla signorina Juniper durante la registrazione e poi per essere stato preso a pugni dal suo fidanzato.